# Cova do Caldeirão (Serreta)
A Cova do Caldeirão (Serreta) é uma gruta portuguesa localizada na freguesia de Serreta, concelho de Angra do Heroísmo, ilha Terceira, arquipélago dos Açores.
Esta cavidade apresenta uma geomorfologia de origem vulcânica em forma de fenda campo de lava. Apresenta uma profundidade de 6,50 m. por um comprimento de 25 m.